# Ulrike Richter
Ulrike Richter (n. 17 iunie 1959, Görlitz, Dresden District⁠(d), RDG) este o înotătoare ce a reprezentat Germania, medaliată olimpică. A participat la o ediție a Jocurilor Olimpice (1976) în care a câștigat 3 medalii de aur.